# Atenor (onderneming)
Atenor is een Belgische beursgenoteerde vastgoedontwikkelaar.

## Geschiedenis

### Comminière
De geschiedenis van Atenor gaat tot 1910 terug, wanneer de Belgische financiers Allard en Nagelmackers de Société commerciale et minière du Congo, afgekort Comminière, oprichtten. Het was een van de grootste koloniale holdings in Belgisch-Congo. Ze had katoen-, koffie-, rubber-, rijst- en cacaoplantages in haar bezit en was in de sectoren bosbouw, bouw, energie, mijnbouw en spoorwegen actief. Dochterondernemingen waren:
- Agrifor (Société forestière et agricole du Mayumbe), bos- en landbouwonderneming in de regio Mayombe, opgericht in 1924
- Socol (Société continentale et coloniale de construction), bouw- en ingenieursonderneming
- Colectric (Société coloniale d'electricité), beheer van het elektriciteitsnet rond Leopoldstad
- Vicicongo (Société des chemins de fer vicinaux du Congo), smalspoortrein en wegvervoer
- Comuele (Société commerciale et minière de l'Uélé), koffie, rubber en palmolie in de regio's Uélé en Ubangi, opgericht in 1919 als joint-venture met de Britse Lever Brothers
- TCL (Société des transports en commun de Leopoldville), openbaar vervoer in Leopoldstad
- Immoaf (Société immobilière et hypothécaire africaine), verzekeringen en reisdiensten

In de jaren 1930 legde de holding tussen Bogota en Sogamoso in Colmbia een spoorlijn aan. De bouwkosten waren hoger dan initieel verwacht en in 1935 werd de spoorlijn aan de Colombiaanse overheid verkocht.
Na de Congolese onafhankelijkheid in 1960 werden delen van Comminière genationaliseerd. Tegen 1965 was de voormalige koloniale holding in handen van private investeerders.

### Lonhro Belgium
In 1971 verwierf het Britse conglomeraat Lonhro een meerderheidsbelang in Comminière. Tussen 1989 en 1991 haalde Lonrho vers kapitaal op en werden diverse activa verkocht of geliquideerd. Ze behield wel Belgische investeringen zoals Matermaco en Verswijver en Congolese belangen zoals Afrima en Immoaf. Het meerderheidsbelang van Lonhro in Comminière groeide tot 82,48%. In juli 1992 wijzigde de naam van Comminière naar Lonhro Belgium, eind 1996 naar Lonhro Continental.

### Atenor als holding
In september 1997 verkocht Lonhro haar participatie in Lonhro Continental aan Bank Degroof (9,57%); 3d investors (9,57%), de vennootschap rond Josef Donck, Frank Donck en Luc Desimpel (broer van Aimé Desimpel); Sofinim (12,78%), een dochteronderneming van de holding Ackermans & van Haaren; en Aldo Vastapane (12,78%). Het management van Lonrho Continental verenigde zich in Forus Management en verwierf bijna 7% van hun bedrijf. 12% van de aandelen noteerde reeds op de beurs en 5% was reeds in handen van dranken- en voedingsgroep Unibra. De overige 31% kwam ook in handen van de overnemers, met de intentie dit aandelenpakket naar de beurs te brengen. De naam van de holding wijzigde naar Atenor.
Atenor was initieel gericht op drie pijlers: commercieel-industrieel, vastgoed en Afrika. Participaties waren onder meer:
- Matermaco, invoerder-distributeur van landbouw-, tuin-, bouw- en grondbewerkingsmachines en -materiaal, werd in 1946 als Matériels et matériaux de construction, een dochteronderneming van Cominière, opgericht. Dochterondernemingen waren onder meer Matera (projecten) en Matlift (kranen).[5] Atenor verkocht Matermaco in 2005 aan de Nederlandse groep Mechan, onderdeel van de groep ZBG van Frank Zweegers.[6]
- Transpacific, reisagentschap en touroperator, werd in 1996 door Lonhro Continental gekocht en met Botanic Travel Centre, dat reeds in de portefeuille zat, gefuseerd. Transpafici was verlieslatend en werd omgevormd tot Matera, een 75%-dochteronderneming van Matermaco.[5]
- Delta Extinctor, producent van brandblusapparaten. In 1997 nam Atenor een meerderheidsbelang in Delta Extinctor,[7] dat in 2006 aan WIBO verkocht werd.[8]
- Cross, helmenproducent
- vastgoedfilialen, waaronder CCPM en Lon'Consult

In Congo was de holding actief als autodistributeur, waaronder exclusief voor Toyota), met bos-, maïs-, koffie-, cacao- en palmolieplantages en met Immoaf, waarin reis-, vastgoed- en verzekeringsactiviteiten verenigd waren. Ook dochteronderneming Matermaco was in Congo actief en via Belectric had Atenor schuldvorderingen op de Congolese lopen.

### Atenor als vastgoedontwikkelaar
Sinds het begin van de 21e eeuw verkocht Atenor diverse participaties en verschoof de focus naar projectontwikkeling en vastgoed. Het realiseerde en renoveerde verschillende kantoor- en woonruimtes, voornamelijk in het Brussels Hoofdstedelijk Gewest, maar ook elders in België en in Luxemburg en Roemenië. Bekende projecten waren:
- Montoyer, in 1993 aan Cofinimmo verkocht
- Whitepark, in 1995 aan P&V Verzekeringen verkocht, thans door de Europese Commissie gebruikt
- Luxbourg en Montborug, in 1997-1998 aan de KBC Groep verkocht, thans door de Europese Commissie gebruikt
- North Galaxy, in 2003-2005 aan Cofinimmo verkocht[9]
- UP-site in de Noordwijk[10]
- Trebel voor de Europese Commissie (2016)[11]
- City Dox, in 2019 aan Ethias verkocht[12]

In 2006 verwierp de Luxemburgse holding Luxempart van voornoemde aandeelhouders een belang van 10% in Atenor. In 2018 verkocht Sofinim (Ackermans & van Haaren) haar belang van 10,53% aan de overige referentieaandeelhouders: CEO Stéphan Sonneville, 3d investors, Luxempart en Alva. In 2021 verkochten Alva en Luxempart hun belangen aan Sonneville en 3d investors.
Eind 2023 vond een kapitaalverhoging plaats. Als gevolg steeg het belang van 3d investors naar 30,1%, dat van Luxempart naar 15,6%. Door amper in te schrijven op de kapitaalverhoging ging de investering van Alva zo goed als volledig in rook op. Ondernemers Charles Beauduin en Philippe Vlerick stapten dan weer voor 4,6% in Atenor.